# Paulina Mejía de Castro
Paulina Mejía de Castro Monsalvo (Valledupar, 1911-Barranquilla, 18 de octubre de 2009) fue una política colombiana, que ejerció como gobernadora de Cesar entre 1989 y 1990. Era esposa del político Pedro Castro Monsalvo, encargándose del caudal político de este a su muerte.  
Ejerció múltiples cargos políticos, entre ellos el de gobernadora de Cesar durante el gobierno de Virgilio Barco, más específicamente entre abril de 1989 y febrero de 1990; siendo gobernadora ordenó la construcción de la estatua "La Revolución en Marcha", para rendir homenaje al gobierno de Alfonso López Pumarejo. También fue representante de Colombia ante la FAO en Italia y embajadora ad honorem ante los organismo de la ONU en Europa.
Formó parte de la Dirección Liberal Nacional y fue cofundadora del Festival de la Leyenda Vallenata. Aunque fue una de las principales defensora del gobierno de Alfonso López Michelsen, en las elecciones presidenciales de 1998 se separó del liberalismo y apoyó al conservador Andrés Pastrana, que resultó elegido. El 26 de julio de 2007 fue condecorada con la Cruz de Boyacá por el presidente Álvaro Uribe, quien también condecoró póstumamente a su esposo.
Falleció en la noche del 18 de octubre de 2009, en un hospital de Barranquilla.